# Robert J. Good
Robert J. Good (* 13. August 1920; † 29. April 2010) war ein US-amerikanischer Chemiker, der auf dem Gebiet der Kolloid- und Oberflächenchemie arbeitete.

## Leben
Robert J. Good ging in Lincoln, Nebraska zur Schule und studierte anschließend Chemie am Amherst College, Massachusetts und an der University of California in Berkeley mit dem Abschluss im Jahr 1943 als Master of Science. In Berkeley arbeitete er bei Kenneth S. Pitzer zu thermodynamischen Problemen. 1943–1944 war er bei Dow Chemical in Pittsburg, Kalifornien, angestellt und danach bei American Cyanamid in Azusa in der Entwicklungsabteilung für  chemische Kampfstoffe tätig. Nach Ende des Zweiten Weltkrieges ging er an die University of Michigan und arbeitete dort zunächst zur Kolloidchemie und dann zur Oberflächenchemie bei Lawrence O. Brockway. 1950 erhielt er den Ph.D. Als Postdoktorand wechselte er zu einer Forschungsabteilung von Monsanto in Anniston, Alabama, wo er zu flüssigen Dielektrika forschte. 1953 wurde er Assistant Professor an der University of Cincinnati und hielt dort Vorlesungen über Oberflächenchemie und statistische Mechanik. In Cincinnati arbeitete er im Rahmen verschiedener von Industrie und Militär gesponserten Projekten zur theoretischen Oberflächenchemie. Seine theoretischen Arbeiten ergänzte er durch die bei Experimenten gewonnenen Messergebnisse. Zeitweilig war er bei General Dynamics in Teilprojekte der Entwicklung der Atlas-Rakete involviert.
Von 1964 bis zu seiner Emeritierung 1991 war er Professor für Chemietechnik (Chemical Engineering) an der State University of New York (SUNY) in Buffalo. In Buffalo arbeitete er weiter zu verschiedenen Fragen der Oberflächen- und Kolloidchemie, speziell zur Adhäsion und Korrosion und trug wesentlich zum tieferen Verständnis verschiedener Phänomene bei.
Good war an Fragen der Wissenschaftsphilosophie interessiert und publizierte dazu.
1976 erhielt er den Award in Colloid Chemistry (Kendall Award) der American Chemical Society.

## Schriften (Auswahl)
- L. A. Girifalco, R. J. Good: A theory for the estimation of surface and interfacial energies. I. Derivation and application to interfacial tension. In: Journal of Physical Chemistry. Band 61, Nr. 7, 1957, S. 904–909, doi:10.1021/j150553a013.
- Robert J. Good, Louis A. Girifalco, Gerard Kraus: A theory for estimation of interfacial energies. II. Application to surface thermodynamics of teflon and graphite. In: Journal of Physical Chemistry. Band 62, Nr. 11, 1958, S. 1418–1421, doi:10.1021/j150569a016.
- Robert J. Good, L. A. Girifalco: A theory for estimation of surface and interfacial energies. III. Estimation of surface energies of solids from contact angle data. In: Journal of Physical Chemistry. Band 64, Nr. 5, 1960, S. 561–565, doi:10.1021/j100834a012.
- Carel J. Van Oss, Manoj K. Chaudhury, Robert J. Good: Interfacial Lifshitz-van der Waals and polar interactions in macroscopic systems. In: Chemical Reviews. Band 88, Nr. 6, 1988, S. 927–941, doi:10.1021/cr00088a006.
- Robert J. Good: Contact angle, wetting, and adhesion: a critical review. In: Journal of Adhesion Science and Technology. Band 6, Nr. 12, 1992, S. 1269–1302, doi:10.1163/156856192X00629.